# Marmeladen-Oma
Marmeladen-Oma (bürgerliche Vornamen: Helga Sofie Josefa; * 23. September 1931 in Karlsruhe-Grünwinkel) ist eine deutsche YouTuberin und Live-Streamerin auf Twitch und YouTube aus Ettlingen, die durch das Vorlesen von Märchen bekannt wurde. Der Erfinder des Namens Marmeladen-Oma ist ihr Enkel Janik (* 24. Dezember 2001), der sich auch um die Produktion der Videos kümmert. Videos der Livestreams werden auch auf YouTube veröffentlicht.  Sie hat vier Kinder, vier Enkel und sechs Urenkel.

## Inhalt des YouTube-Kanals
Kernelement ihres YouTube-Kanals MarmeladenOma sind die regelmäßigen Märchen-Livestreams, die jeden Samstag ab 20 Uhr von Janik in ihrer Ettlinger Wohnung aufgezeichnet werden. Darin liest die Marmeladen-Oma Märchen vor, geht in mehreren Fragerunden auf Fragen und Kommentare der Zuschauer ein und erzählt Geschichten aus ihrer Kindheit und Jugend. Weiterhin gibt es in unregelmäßigen Abständen Videos mit anderen Themen wie Spiele-Livestreams und -Videos, in denen sie Computerspiele oder Gesellschaftsspiele spielt, oder Vlogs von Unternehmungen und Reisen.
Einen Popularitätsschub erhielt der Kanal im Januar 2017, als Webvideoproduzent Gronkh in einem Livestream auf Marmeladen-Oma aufmerksam machte.
Neben Marmeladen-Oma und Janik selbst waren auch schon die Eltern von Janik in den Livestreams zu sehen.
Sie erhielt Einladungen zur Fachmesse Gamescom und zur Fernseh-Quizshow Frag doch mal die Maus.

## Buch
Am 4. September 2023 veröffentlichte die Marmeladenoma ihr erstes Buch Mein Leben ist (k)ein Märchen. Das Buch erschien beim Gräfe und Unzer Verlag. Die Erzählungen in diesem Buch verknüpfen Kindheitserinnerungen mit Märchengeschichten, die sie im Laufe ihres Lebens begleitet haben.

## Auszeichnungen
- Goldene Erbse 2017[9]
- Webvideopreis Deutschland 2017 in der Kategorie Livestream[10]
- Nominierung Goldene Henne 2019 in der Kategorie Online-Stars[11]
- Smart Hero Award 2021 in der Kategorie Sozial Handeln[12]
- Publikumspreis des Smart Hero Awards 2021[12]